# Dravec (film, 1933)
Dravec (v originále La Tête d'un homme) je francouzský hraný film z roku 1933, který režíroval Julien Duvivier. Jde o adaptaci románu La Tête d'un homme Georgese Simenona s komisařem Maigretem. Snímek měl světovou premiéru 18. února 1933.

## Děj
Willy Ferrière už nemá peníze a jeho milenka ho přijde draho. Jednoho dne v baru veřejně prohlásí, že by zaplatil 100 000 franků tomu, kdo zabije jeho tetu, po které bude dědit. Někdo mu dá najevo, že se o to postará a teta je skutečně zavražděna. Jasným viníkem se zdá být malý zlodějíček Joseph Heurtin. Komisař Maigret nicméně cítí, že něco není v pořádku.

## Obsazení
| Harry Baur         | komisař Jules Maigret |
| Valéry Inkijinoff  | student Radek         |
| Alexandre Rignault | Joseph Heurtin        |
| Gaston Jacquet     | Willy Ferrière        |
| Frédéric Munié     | advokát               |
| René Alexandre     | řidič                 |
| Gina Manès         | Edna Reichberg        |
| Missia             | pouliční zpěvačka     |
| Armand Numès       | policejní ředitel     |
| Louis Gauthier     | soudce                |
| Henri Echourin     | inspektor Ménard      |
| Marcel Bourdel     | inspektor Janvier     |